# 로랑 로베르
피에르 로랑 로베르(프랑스어: Pierre Laurent Robert, 1975년 5월 21일, 레위니옹 생-브누아 ~)는 프랑스의 전직 프로 축구 선수로, 현역 시절 좌측 미드필더로 활약했다. 그는 강한 발차기, 특히 프리킥으로 알려져 있다.
레위니옹 출신인 그는 16세에 프랑스 본토로 이주해 몽펠리에에서 축구를 시작해 파리 생-제르맹에 입단해 활약하면서 챔피언스리그 골맛도 봤다. 2001년, 그는 프리미어리그의 뉴캐슬 유나이티드로 £10M에 이적해 소속 구단을 여러 차례 유럽대항전에 올려놓았고, 2003-04 시즌에는 UEFA컵 준결승전까지 올라갔다. 이듬해, 그는 그레임 수네스 감독을 공개적으로 비난한 데에 벌금 및 징계를 받아, 이후 포츠머스로 임대되었고, 2006년 1월에는 포르투갈 프리메이라리가의 벤피카로 이적했다. 그는 같은 해 포르투와의 "고전 더비" 경기에서 프리킥 결승골을 넣고, 챔피언스리그 8강전까지 올라갔지만, 6개월 만에 라 리가의 레반테로 이적했다. 그는 더비 카운티, 토론토 그리고 라리사를 잠깐씩 거치고 은퇴했다.
로베르는 1999년부터 2001년까지 프랑스 국가대표팀 경기를 9번 출전했고, 2001년에 컨페더레이션스컵에 참가하여 1골을 기록하고 우승했다. 그의 동생 베르트랑도 축구 선수이며, 아들 토마도 가업을 이었다.

## 유년 시절과 사생활
로베르는 레위니옹의 생-브누아 출신이다. 그의 부친은 인근 축구 선수로 활약했는데, 프리킥으로 득점하는 것으로 명성이 자자했다. 그의 동생 베르트랑도 축구 선수이며, 현역의 대부분을 그리스에서 보내기 전에 몽펠리에에서 활약했다. 그의 아들 토마는 2020년에 스코티시 리그 1의 에어드리오니언스에 입단했다. 파비앙 로베르는 그와 관련이 없다.

## 클럽 경력

### 몽펠리에
로베르는 레위니옹에서 축구를 시작하여 13세에 프랑스 유소년 컵대회 우승을 거두었고, 이듬해에는 리그를 우승했다. 16세가 된 로베르는 프랑스 본토로 이주해 브레스투아에 입단했다. 입단 6개월 후, 브르다뉴 연고 구단은 파산 신청을 했고, 그 결과 1991년 12월에 오세르로 이적했다. 그러나, 감기 파동 후 1개월 만에 몽펠리에로 이적했는데, 이는 레위니옹 향우이자 골키퍼 클로드 바라베가 있었기 때문이었다. 그는 전 몽펠리에 선수 플뢰리 디 날로를 따라 기 루 오세르 감독의 부재중에 입단했다.
1996년 1월 20일, 로베르는 프리킥을 차기 위해 그를 벤치에 대기하도록 미셸 메지 감독에게 요청한 후, 2-0으로 이긴 마르티게와의 안방 경기에서 첫 프로무대 득점을 기록했다. 그는 0-2로 뒤쳐져 있던 파리 생제르맹과의 2월 11일에 열린 경기 막판 15분에 출전해 첫 도움을 기록하고 결승골을 넣어 3-2 대역전승을 지휘하며 나중에 합류할 구단의 리그 우승을 날렸다.

### 파리 생-제르맹
1998-99 시즌에 32번의 경기에서 11골을 넣은 로베르는 마르세유 이적에 근접했지만, 롤랑 퀴르비 감독이 자신의 전략은 모든 선수를 돌려가며 쓰는 것이며, 프랑스 국가대표 로베르 피레스와 크리스토프 뒤가리도 예외가 아니라고 못박아 거절했다. 그는 이후 직전 시즌을 9위로 마감한 파리 생-제르맹으로 이적했다.
로베르는 파리에서도 프리킥으로 명성을 계속 쌓아갔는데, 그는 에리크 라베상드라타나와 역할을 분담했다. 2000년 5월 4일, 그는 3-0으로 이긴 몽펠리에와의 안방 경기에 출전해 30미터 거리에서 골망을 흔들었다. 2000-01 시즌 챔피언스리그에서는 로센보르그를 1골 2도움을 기록해 7-2로 견인해 "완벽한 경기"였다고 자화자찬했고, 밀란과의 2차 조별 리그 경기에서도 프리킥을 넣어 파르크 데 프랭스에서 1-1로 비겼다.
2000-01 시즌 중도에, 로베르는 12골로 리그 득점 선두에 올랐지만, 필리프 베르제로 감독이 해임되고 루이스 페르난데스가 후임 감독으로 취임했다. 로베르는 페르난데스와 마찰을 빚었고, 2018년에도 로베르는 파리의 우승 경쟁 탈락의 원흉으로 페르난데스를 지목했다. 2001년 7월, 로베르는 파리 소속으로 인터토토컵 우승을 견인했는데, 핀란드의 재즈와의 2회전 두 경기에서 4골을 퍼부었다. 그는 니콜라 아넬카와 로랑 르루아가 부상으로 빠져서 최전방에 배치되었다.

### 뉴캐슬 유나이티드
2001년 8월 1일, 로베르는 잉글랜드 프리미어리그의 뉴캐슬 유나이티드와 5년 계약을 맺고 £10M으로 이적했다. 대회 귀속으로 인터토토컵에 참가할 수 없던 로베르는 8월 19일에 첼시와의 리그 개막 원정 경기에서 신고식을 치렀다. 그는 22미터 프리킥으로 골키퍼 에트 더후이의 주의를 끌고 클라렌세 아쿠냐가 동점골을 기록해 1-1로 비길 수 있었다. 9월 8일, 미들즈브러와의 더비 원정 경기에서는 마크 슈워처의 퇴장으로 페널티 킥을 유도했고, 이는 앨런 시어러가 득점했으며, 니코스 다비자스의 골도 돕고, 1호골까지 넣으면서 4-1 승리를 합작했다. 1주 후, 그는 전 시즌 리그 우승을 거둔 맨체스터 유나이티드와의 세인트 제임스 파크 안방 경기에서 5분만에 프리킥 선제골을 득점해 4-3 승리를 견인했다. 그는 프리킥으로 5골을 기록해 뉴캐슬이 2001-02 시즌에 리그 4위를 거두는 데 일조했다. 그는 2023년 8월을 기준으로 5년 전의 데이비드 베컴과 함께 단일 시즌 최다 프리킥 득점 공동 기록을 세웠다. 로베르는 프리미어리그에서 프리킥으로만 11골을 기록해 역대 최다 프리킥 득점 5위에 올랐고, 994분에 1회꼴로 프리킥 득점을 성공해 프리킥 8회 이상 득점자로는 프리킥 득점 빈도수가 가장 높다.
2003년 2월 9일, 로베르는 전 시즌 우승을 거둔 아스널과의 안방 경기에서 53분에 게리 스피드의 공을 32미터 앞 문전에서 접수해 득점했지만, 5분 뒤 경고 누적으로 퇴장당했고, 결과는 1-1 무승부였다. 경고 누적은 데니스 베르흐캄프가 프리킥을 찰 때 지나치게 가까이 섰기 때문에 받은 것으로, 보비 롭슨 뉴캐슬 감독은 닐 배리 주심의 해당 판정에 격렬히 항의했다. 그는 같은 프랑스인 측면 수비수 올리비에 베르나르와 뉴캐슬의 좌측을 꽉 잡았다.  2003년의 한 경기에서, 그가 쏜 공은 베르나르의 머리를 맞추었고, 베르나르는 실신했다. 베르나르는 회복해서 득점을 넣었지만, 그 상황에 대한 기억이 없다고 회고했다.
로베르는 2-2로 비긴 에버턴과의 2003년 9월 13일 경기에서 40분에 퇴장당했다. 3개월 후, 그는 "올해의 골 양대 후보"로 오를 득점을 기록했고, 구석에서 2차례 찬 공을 앨런 시어러가 마무리해 토트넘 홋스퍼에 4-0 승리를 거두었다. 뉴캐슬이 UEFA컵 준결승전까지 진출하는 와중에, 로베르는 NAC, 바젤, 그리고 마요르카의 골망을 흔들었다.
2005년 4월, 로베르는 뉴캐슬이 예전만큼 강하지 못하다며 비난했고, 교체되어 나가면서 불만을 표출했다. 스포르팅 리스본과의 UEFA컵 8강전에 올랐고, 맨체스터 유나이티드와의 FA컵을 치렀기 때문에, 그레임 수네스 감독은 그의 비난을 이기적이라고 단정지었다. 같은 해 6월, 뉴캐슬과 계약이 해지되지 않은 가운데, 그는 "더 선"과의 회견에서 수네스를 다시 비난했다. 그는 감독이 더 똑똑했다면 UEFA컵을 우승했을 것이며, 저메인 지너스도 감독과의 불화로 떠날 것이라고 덧붙였다. 그는 기자 회견 내용으로 2주치 주급분의 벌금을 내게 되었는데, 그 규모는 £180,000에 달했다.

### 포츠머스
뉴캐슬 유나이티드 구단과의 관계가 틀어진 로베르는 다른 프리미어리그 구단인 포츠머스로 2005년 6월에 1년 동안 임대되었고, 임대 계약 만료 후 2년을 연장할 수 있게 되었다. 포츠머스 최고 경영인 피터 스토리는 비공개 이적료와 강등시 위약금이 붙은 완전 이적 게약이었다고 밝혔으며, 밀란 만다리치 회장이 이를 재확인했다.
로베르는 2005년 8월 13일에 0-2로 패한 토트넘과의 안방 개막전 경기에서 첫 경기를 치렀고, 1주 후에는 처음이자 마지막으로 포츠머스에서 득점했는데, 웨스트 브로미치 앨비언 원정에서 1-2로 패했다. 10월 29일, 그는 4-1로 이긴 선덜랜드전에서 후보 대기석에 앉기를 거절했다. 그로 인해, 그는 부상당한 살리프 디아오의 대체자로 뒤늦게 경기에 투입되었지만, 기대에 부응하지 못하고 그도 선발에 나갈 경기에서 부상당했다. 로베르는 자신의 행위에 벌금령이 내려졌지만 알랭 페랭 감독은 자신의 착오로 인한 일이었다고 밝혔다. 그는 프래턴 파크에서 벌어진 웨스트 햄 유나이티드와의 11월 26일 경기에서 게리 오닐의 골을 돕고 퇴장당했다. 그는 2006년 1월 2일에 열린 자신의 마지막 경기에서 1-2로 패한 블랙번 로버스와의 경기에서 동점골을 넣을 수 있는 프리킥을 못 넣어 해리 레드냅 감독을 분노케 했다.

### 벤피카
2006년 1월 4일, 로베르는 포르투갈 프리메이라리가의 벤피카와 2년 반 계약을 맺었다. 그는 레드냅 감독의 계획에서 빠지면서 자유 계약으로 이적했다. 언론 보도에 따르면 로베르는 리버풀 이적설이 제기되는 같은 역할을 맡는 벤피카의 시망 사브로자 주장의 대체자로 낙점되었다고 평했다.
그는 2006년 1월 11일에 2-0으로 이긴 토리젠스와의 타사 드 포르투갈 5차전 경기에서 득점을 신고했다. 그는 반 년 동안 리그에서 2골을 넣었는데, 첫 골은 2월 26일의 포르투와의 "고전 더비" 안방 경기에서 1-0 결승골을 넣었는데, 비토르 바이아를 넘기는 프리킥으로 넣었다. 나머지 1골은 6일 후에 2-1로 이긴 에스트렐라 다 아마도라전에서 동점골로 기록했다. 이후 3월, 그는 전 시즌 우승을 거둔 리버풀과의 챔피언스리그 16강전에서 벤피카의 2경기에 모두 선발로 출전했다.

### 레반테
2006년 7월 11일, 로베르는 스페인 라 리가의 레반테와 2년 계약을 맺고 튀르키예의 베식타시의 제의를 거절하며 입단했다. 첫 기자회견에서, 그는 "제가 어떻게 경기를 치르는 지 모두 안다. 저는 프로 선수로 10년을 활동했고, 올해에는 절 견제하기 위해 2명은 필요할 건다."라고 말했다. 그는 같은 해 여름 발렌시아 연고 구단에 입단한 같은 프랑스 선수 3명인 로랑 쿠르투아, 프레데리크 데위, 그리고 올리비에 카포와 입단했다.
그는 0-4로 패한 세비야와의 경기에서 후반전에 교체로 출전했고, 그는 14주 뒤인 셀타 비고전에서 교체로 들어가 아우바루가 머리로 넣은 골을 도와, 1-1 무승부에 일조했다. 사흘 후인 12월 20일, 그는 1-2로 패한 오사수나전에서 퇴장당했다. 2007년 11월 30일, 그는 13경기 출전에 그친 끝에 상호 계약 해지로 구단을 떠났다.

### 더비 카운티
2008년 1월 11일, 로베르는 입단 시험에서 폴 주얼 감독에 인상을 심어주어 더비 카운티와 시즌 말까지 계약하며 프리미어리그에 복귀했다. 그는 21경기를 치러 승점 7점밖에 없고, 강등 탈출권과 승점 10점 차이인 상황에 입단했다. 그는 더비 카운티에서 4번의 리그 경기에 출전했는데, 0-1로 패한 위건 애슬레틱과의 경기에서 신고식을 치러 59분 출전한 뒤 마르크 에드워시와 교체되어 나갔다. 산양 군단은 총 38번의 경기에서 리그 역대 최저 승점인 11점을 기록했다.

### 토론토
2008년 4월 2일, 로베르는 더비와 계약을 상호 해지로 파기하고 메이저 리그 사커의 토론토로 이적했다. 그는 존 카버 감독과 뉴캐슬에서 구면이었다. 그는 17번의 리그 경기에서 한 경기도 선발로 출전하지 못했고, 레알 솔트레이크와의 4월 19일 첫 안방 경기에서는 프리킥으로 처음이자 마지막으로 득점했다. 캐나다 방송 협회에서 "꾸준치 않고, 영향력 없는 활약을 펼쳤다"는 혹평을 받은 그는 8월 19일에 구단을 떠났다.

### 라리사
2008년 8월 27일, 로베르는 수페르리가 엘라다의 라리사와 2년 계약을 맺었다. 그는 뉴캐슬 시절 동료 니코스 다비자스와 놀베르토 솔라노와 재회했다. 그는 계약을 1년 남기고 해지했는데, 그 사유로 그리스가 "약간 특이했다"고 말했고, 가족 사유로 파리로 돌아갔고, 2009년 여름에 파리의 2군에서 훈련했다.

## 국가대표팀 경력
로베르는 프랑스 국가대표팀 경기에 9번 출전했는데, 1999년 8월 18일에 북아일랜드전에서 55분에 교체로 들어가 1-1 무승부를 거두었다. 그는 프랑스 국가대표팀 경기에 출전한 첫 레위니옹 출신 선수였다. 2000년 11월 15일, 그는 튀르키예와의 경기에서 국가대표팀 첫 골이자 마지막 골을 넣었고, 이 원정 친선경기에서도 교체로 출전했고, 결과는 4-0 승리였다.
로베르는 대한민국과 일본에서 열린 2001년 컨페더레이션스컵에서 프랑스를 대표로 참가했다. 그는 0-1로 패한 오스트레일리아와의 조별 리그 2차전 경기에 선발로 출전했는데, 로제 르메르 감독은 이 경기에서 이전과는 완전히 다른 선수단을 기용했다.

## 영화 출연
로베르의 2004-05 시즌 세인트 제임스 파크 리버풀전 결승골은 영화 골!에서 활용되었다. 산티아고 무녜스(쿠노 베커)는 공을 찼는데, 로베르의 상단을 노린 프리킥과 몽타주되었다. 영화 골 2: 꿈을 향해 뛰어라에서는 풀럼전에서 넣은 가위차기 골이 초반 무녜스의 골로 연출되었다.

## 경력 통계

### 클럽
| 구단              | 시즌      | 리그              | 리그 | 리그 | 컵   | 컵 | 리그컵 | 리그컵 | 기타 | 기타 | 합계 | 합계 |
| 구단              | 시즌      | 리그명            | 출장 | 골   | 출장 | 골 | 출장   | 골     | 출장 | 골   | 출장 | 골   |
| ----------------- | --------- | ----------------- | ---- | ---- | ---- | -- | ------ | ------ | ---- | ---- | ---- | ---- |
| 몽펠리에          | 1994–95   | 디비시옹 1        | 7    | 0    | 1    | 0  | 2      | 0      |      |      | 10   | 0    |
| 몽펠리에          | 1995–96   | 디비시옹 1        | 21   | 5    | 4    | 0  | 1      | 0      |      |      | 26   | 5    |
| 몽펠리에          | 1996–97   | 디비시옹 1        | 38   | 1    | 3    | 0  | 3      | 2      | 1    | 0    | 45   | 3    |
| 몽펠리에          | 1997–98   | 디비시옹 1        | 26   | 2    | 1    | 0  | 2      | 0      |      |      | 29   | 2    |
| 몽펠리에          | 1998–99   | 디비시옹 1        | 32   | 11   | 1    | 0  | 4      | 0      |      |      | 37   | 11   |
| 몽펠리에          | 합계      | 합계              | 124  | 19   | 10   | 0  | 12     | 2      | 1    | 0    | 147  | 21   |
| 파리 생-제르맹    | 1999–2000 | 디비시옹 1        | 28   | 9    | 2    | 0  | 5      | 3      | —    | —    | 35   | 12   |
| 파리 생-제르맹    | 2000–01   | 디비시옹 1        | 32   | 15   | 1    | 0  | 0      | 0      | 10   | 3    | 43   | 18   |
| 파리 생-제르맹    | 2001–02   | 디비시옹 1        | 1    | 0    | 0    | 0  | 1      | 0      | 4    | 4    | 6    | 4    |
| 파리 생-제르맹    | 합계      | 합계              | 61   | 24   | 3    | 0  | 7      | 3      | 14   | 7    | 85   | 34   |
| 뉴캐슬 유나이티드 | 2001–02   | 프리미어리그      | 36   | 8    | 3    | 1  | 3      | 1      | —    | —    | 42   | 10   |
| 뉴캐슬 유나이티드 | 2002–03   | 프리미어리그      | 27   | 5    | 1    | 0  | 1      | 0      | 11   | 0    | 40   | 5    |
| 뉴캐슬 유나이티드 | 2003–04   | 프리미어리그      | 35   | 6    | 2    | 2  | 1      | 1      | 14   | 3    | 52   | 12   |
| 뉴캐슬 유나이티드 | 2004–05   | 프리미어리그      | 31   | 3    | 4    | 0  | 2      | 0      | 10   | 2    | 47   | 5    |
| 뉴캐슬 유나이티드 | 합계      | 합계              | 129  | 22   | 10   | 3  | 7      | 2      | 35   | 5    | 181  | 32   |
| 포츠머스 (임대)   | 2005–06   | 프리미어리그      | 17   | 1    | 0    | 0  | 0      | 0      | —    | —    | 17   | 1    |
| 벤피카            | 2005–06   | 프리메이라리가    | 13   | 2    | 3    | 1  | —      | —      | 4    | 0    | 20   | 3    |
| 레반테            | 2006–07   | 라 리가           | 13   | 0    | 0    | 0  | —      | —      | —    | —    | 13   | 0    |
| 레반테            | 2007–08   | 라 리가           | 0    | 0    | 0    | 0  | —      | —      | —    | —    | 0    | 0    |
| 레반테            | 합계      | 합계              | 13   | 0    | 0    | 0  | 0      | 0      | —    | —    | 13   | 0    |
| 더비 카운티       | 2007–08   | 프리미어리그      | 4    | 0    | 0    | 0  | 0      | 0      | —    | —    | 4    | 0    |
| 토론토            | 2008      | 메이저 리그 사커  | 17   | 1    | —    | —  | —      | —      | 4    | 0    | 21   | 1    |
| 라리사            | 2008–09   | 수페르리가 엘라다 | 6    | 0    | 0    | 0  | 0      | 0      | —    | —    | 6    | 0    |
| 합계              | 합계      | 합계              | 384  | 69   | 26   | 4  | 25     | 7      | 58   | 12   | 493  | 92   |

1. 1 2  UEFA컵 출장 경기 기록 포함
2. 1 2 3  챔피언스리그 출장 경기 기록 포함
3. ↑  인터토토컵 출장 경기 기록 포함
4. ↑  챔피언스리그 2경기, UEFA컵 12경기 출전 2골 기록 포함
5. ↑  캐나다 선수권 출장 경기 기록 포함

### 국가대표팀
| 국가   | 연도 | 출장 | 골 |
| ------ | ---- | ---- | -- |
| 프랑스 | 1999 | 2    | 0  |
| 프랑스 | 2000 | 3    | 1  |
| 프랑스 | 2001 | 4    | 0  |
| 합계   | 합계 | 9    | 1  |

## 수상
프랑스
- 컨페더레이션스컵: 2001[75]